# George Herbig
George Herbig   (Wheeling, 2 de gener de 1920 - Honolulu, 12 d'octubre de 2013), 2 de gener de 1920 - Honolulu, 13 d'octubre de 2013) va ser un astrònom nord-americà de l'Institute for Astronomy de la Universitat de Hawaii. És reconegut pel descobriment dels objectes Herbig-Haro.
Herbig va obtenir la seva llicenciatura a la Universitat de Califòrnia a Los Angeles, i va rebre el seu doctorat (el 1948) a la Universitat de Califòrnia a Berkeley. La seva tesi es va titular «A Study of Variable Stars in Nebulosity» (‘estudi dels estels variables en nebulositat’). La seva especialitat eren els estels Herbig Ae/Be en una etapa evolutiva primerenca ―una classe d'estels de massa intermèdia abans d'entrar en la seqüència principal es van denominar estels Herbig Ae/Be en honor d'ell― i el medi interestel·lar entre els estels.
Va ser reconegut pel seu descobriment, juntament amb l'astrònom mexicà Guillermo Haro, dels objectes Herbig-Haro, nebuloses generades per la sortida bipolar d'un estel recentment format. Herbig també va fer contribucions importants en el camp de recerca de les DIB (diffuse interstellar band: ‘banda interestel·lar difusa’), especialment a través d'una sèrie de nou articles publicats entre 1963 i 1995, titulats «The diffuse interstellar bands» (‘les bandes interestel·lars difuses').

## Honors i premis
- 1955: Premi Helen B. Warner en Astronomia de la Societat Astronòmica Nord-americana[3]
- Membre de l'Acadèmia Nord-americana d'Arts i Ciències
- Membre de l'Acadèmia Nacional de Ciències
- Membre científic estranger, Max-Planck-Institut für Astronomie (a Heidelberg, Alemanya).
- 1969: Medalla de la Universitat de Lieja (Bèlgica).
- Membre corresponent de la Société Royale des Sciences de Liège
- 1975: Premi Henry Norris Russell de la AAS (Societat Astronòmica Nord-americana).[4]
- 1980: Medalla Bruce de Societat Astronòmica del Pacífic.[2]
- 1995: Petrie Prize and Lectureship of the Canadian Astronomical Society.

### Epònims
- L'asteroide (11754) Herbig
- Estels Herbig Ae/Be
- Objectes Herbig-Haro

## Selecció de publicacions
- 1951: G. H. Herbig. «The Spectra of Two Nebulous Objects Near NGC 1999», ApJ 113 (1951) 697
- 1968: G. H. Herbig. «The Structure and Spectrum of R Monocerotis», ApJ 152 (1968) 439
- 1990: G. H. Herbig. «The Unusual Pre-Main-Sequence star VY Tauri», ApJ 360 (1990) 639–649
- 1995: G. H. Herbig. «The Diffuse Interstellar Bands», Annu. Rev. Astrophys. 33 (1995) 19–73
- 1995: G. H. Herbig. «Barnard's Merope Nebula Revisited: New Observational Results», AJ 121 (2001) 3138–3148
- 1997: V. Trimble, G. H. Herbig, i A. Kundu. «The Outflowing Wind Of V1057 Cygni». Highlights of Astronomy, Vol. 11B, as presented at the XXIIIrd General Assembly of the IAU
- 1998: G. H. Herbig. «The Carbon Mira UV Aurigae and its Companion». The Astrophysical Journal, 497, 736-758
- 1999: G. H. Herbig, i D. McNally. «Young Stars and Molecular Clouds in the IC 5146 Region». Monthly Notices of the Royal Astronomical Society, 304, 951-956
- 1999: G. H. Herbig. «The Unusual Object IC 2144/MWC 778».  The Publications of the Astronomical Society of the Pacific, 111, 1144-1148
- 1999: G. H. Herbig. «Line Structure in the Spectrum of FU Orionis». Publications of the Astronomical Society of the Pacific, 111, 809-811
- 2000: G. H. Herbig. «History and Spectroscopy of EXor Candidates». The Astrophysical Journal, 542, 334-343
- 2001: G. H. Herbig, i S. I. Dahm. «EXLupi: History and Spectroscopy». Publications of the Astronomical Society of the Pacific, 113, 195-196
- 2001: G. H. Herbig, i T. Simon. «V733 Cep (Persson's Star): A New FU Orionis Object in Cepheus». The Astronomical Journal, 121, 3138-3148
- 2001: G. H. Herbig, C. Aspin, A. C. Gilmore, C. L. Imhoff, A. F. Jones. «θ1 Orionis I as a Spectroscopic Binary». Publications of the Astronomical Society ofthe Pacific, 113, 1547-1553
- 2002: G. H. Herbig. «The Pre-Main-Sequence Population of L988». 'Physics of Star Formation in Galaxies, Saas Fee Course 29
- 2002: G. H. Herbig. «The Young Cluster IC 5146», AJ 123 (2002) 304–327
- 2002: G. H. Herbig, i S. I. Dahm. «IX Ophiuchi: A High-Velocity Star Near a Molecular Cloud». The Astronomical Journal, 123, 304-327
- 2003: G. H. Herbig, P. P. Petrov, i R. Duemmler. «LkHα 101 and the Young Cluster in NGC 1579». The Astrophysical Journal, 595, 384-411
- 2003: G. H. Herbig. «High-Resolution Spectroscopy of FU Orionis Stars», ApJ 595 (2003) 384–411 * 2004: G. H. Herbig, Sean M. Andrews, i S. I. Dahm. «High-Resolution Spectroscopy of FU Orionis Stars». The Astronomical Journal, 128, 1233-1253
- 2005: G. H. Herbig. «The Young Cluster IC 5146». The Astronomical Journal, 130, 815-824
- 2006: G. H. Herbig, i S. I. Dahm. «Historical Introduction. Star Formation: The Early History». The Astronomical Journal, 131, 1530-1543
- 2006: G. H. Herbig, i R. F. Griffin. «The 1993-1994 Activity of EXLupi». The Astronomical Journal, 132, 1763-1767
- 2007: B. Reipurth, C. Aspin, T. Beck, C. Brogan, M. S. Connelley, i G. H. Herbig. «Barnard's Merope Nebula Revisited: New Observational Results». The Astronomical Journal, 133, 1000-1011
- 2007: G. H. Herbig. «On the Be and Ae Stars in NGC 6611». The Astronomical Journal, 133, 2679-2683
- 2008: G. H. Herbig. «The Search for Interstellar C60». The Astronomical Journal, 135, 637-648
- 2008: P. P. Petrov, i G. H. Herbig. «Examination of the Interstellar Spectrum of AE Aur for Long-Term Changes». The Astronomical Journal, 136, 676-683
- 2008: G. H. Herbig, i W. D. Vacca. «The Optical Spectrum of the O-Type Subdwarf BD +28°4211». The Astronomical Journal, 136, 1995-2010
- 2008: G. H. Herbig, i B. Reipurth. «A Search for the Presence of Diffuse Interstellar Bands in the Coma of Comet Hali-Bopp». Handbook of Star Forming Regions, Volume I, pàg. 108-123
- 2009: G. H. Herbig. «Parallaxes and Proper Motions of Prototypes of Astrophysically Interesting Classes of Stars». The Astronomical Journal, 138, 448-451
- 2009: G. H. Herbig. «The Young Cluster IC 348». The Astronomical Journal, 138, 1502-1507